# Peñablanca
Peñablanca is a 1st class đô thị ở tỉnh Cagayan, Philippines. Theo điều tra dân số năm 2000, đô thị này có dân số 37.872 người trong 6.690 hộ.

## Các khu phố (barangay)
Peñablanca được chia thành 24 khu phố (barangay).
| - Aggugaddan - Alimanao - Baliuag - Bical - Bugatay - Buyun - Cabasan - Cabbo - Callao - Camasi - Centro (Pob.) - Dodan | - Lapi - Malibabag - Manga - Minanga - Nabbabalayan - Nanguilattan - Nannarian - Parabba - Patagueleg - Quibal - San Roque (Litto) - Sisim |